# El reencuentro: 15 años después
El reencuentro: 15 años después... es el primer Álbum en directo lanzado por la boy band puertorriqueña El Reencuentro bajo el sello de la discográfica Fonovisa Records. El álbum fue grabado durante una serie de presentaciones realizadas en el Coliseo Roberto Clemente, en San Juan, Puerto Rico, a principios de 1998.
El trabajo reúne a seis exintegrantes del grupo que formaron parte de sus alineaciones más destacadas en los años 1980. Compuesto por 22 pistas, el álbum presenta grabaciones en vivo de canciones que marcaron la trayectoria de Menudo. Su lanzamiento consolidó el proyecto como un hito importante para los fanáticos, al revisitar parte del repertorio que contribuyó a la proyección internacional del grupo.
Además, el disco contó con una producción que buscó equilibrar elementos de la estética musical original con recursos técnicos actualizados, ofreciendo una interpretación contemporánea del material clásico de Menudo.

## Antecedentes y contexto
El proyecto El Reencuentro surgió a finales de la década de 1990, reuniendo a seis exintegrantes del grupo Menudo, un fenómeno musical latinoamericano de los años 1980. La idea comenzó en 1997, cuando Ray Reyes, Ricky Meléndez, Johnny Lozada y René Farrait participaron en un programa de radio en Puerto Rico. Los locutores Santiago Alegría y Gerardo Ortiz, junto con una propuesta de Ray Reyes, decidieron realizar un especial para el programa llamado "Estrellas en Concierto", en conmemoración del vigésimo aniversario de Menudo. En esa ocasión, Ray y Ricky Meléndez compartieron sus experiencias vividas con el grupo que los lanzó a la fama. La transmisión tuvo una buena acogida, lo que los llevó a decidir hacer un "segundo programa". Esta vez, Ray y Ricky contaron con la presencia de otros dos exintegrantes, Johnny Lozada y René Farrait. La positiva repercusión condujo a la organización de una presentación inicial en el Coliseo Roberto Clemente.
En los espectáculos, los exintegrantes ofrecieron una propuesta que combinaba la nostalgia de las canciones y coreografías originales con actualizaciones tecnológicas y de imagen. La reunión fue concebida como un evento puntual, pero se expandió debido a la alta demanda, convirtiéndose en una serie de presentaciones que trascendieron fronteras y conectaron a diferentes generaciones de fanáticos.

## Producción y grabación
La producción del proyecto se llevó a cabo de manera colaborativa, con los miembros de El Reencuentro involucrados en diversas etapas, incluyendo la dirección y el proceso creativo de los espectáculos. Durante los shows del 30 y 31 de enero y el 1 de febrero de 1998 en el Coliseo Roberto Clemente, se grabó el álbum en vivo, que presentó un repertorio que combinaba grandes éxitos de Menudo con arreglos modernos.
El álbum doble fue lanzado el mismo año de su grabación e incluyó 22 canciones en vivo, como "Súbete a mi moto" y "Clara". Posteriormente, un segundo álbum complementario presentó versiones remixadas y acústicas de otras canciones del grupo, diversificando el material disponible para los fanáticos.
El álbum se lanzó digitalmente a mediados de la década de 2010, cuando la banda obtuvo los derechos de distribución, y fue publicado bajo el sello NTJ Productions. La versión digital incluye una pista adicional, "El Ayer", un remake de una canción de Menudo de los años 1970, producido por Ignacio Peña, Tony Rijos y Ray Reyes.

## Sencillos
Las canciones "Claridad" y "Dulces Besos" alcanzaron las posiciones número 8 y 14, respectivamente, en la lista de éxitos musicales Latin Tropical/Salsa Airplay de la revista Billboard.
Posteriormente al lanzamiento del álbum, el grupo lanzó un maxisencillo con canciones complementarias al primero. Este CD incluía las versiones "Remix Acústico" de cuatro canciones ("Chiquitita", "Lady", "Acércate" y "Señora Mía"), el "Remix Bailable" de seis canciones ("Los Fantasmas", "A bailar", "Más mucho más", "Ella a-a", "Fuego" y "Me voy a enamoriscar"), que formaron parte del repertorio presentado en el espectáculo. Además, incluyó cuatro versiones remix de la canción "Claridad".

## Recepción crítica
Las reseñas de los críticos especializados en música fueron favorables.
Stephen Thomas Erlewine, del sitio web AllMusic, evaluó el álbum con cuatro estrellas de cinco y destacó que la reunión de Menudo fue un éxito, ya que el grupo había madurado. Según él, en lugar de recurrir al pop juvenil de sus primeros discos, el álbum presenta dance-pop, baladas para adultos y pop latino, reflejando el crecimiento de sus integrantes. Erlewine considera el álbum "entretenido", exitoso y posiblemente el mejor trabajo de la banda hasta ese momento.

## Premios y nominaciones
En los Premios Billboard de la Música Latina de 1999, el grupo ganó en la categoría "Álbum del Año, Dúo o Grupo", donde compitió con Entrega total de Onda Vaselina, Ana José Nacho de Mecano y Viento A Favor de Sentidos Opuestos. En la categoría de "Álbum del Año, Artista Revelación", compitió con Entrega Total de Onda Vaselina, Vida Loca de Francisco Céspedes y el ganador Carlos Ponce del artista homónimo.

## Desempeño comercial
El impacto comercial de El Reencuentro: 15 Años Después fue significativo. El álbum en vivo alcanzó la posición número siete en la lista de Billboard Top Latin Albums, la posición número cuatro en Latin Pop Albums y entró en la trigésima primera posición del ranking Top Heatseekers.
Con una tirada inicial de 50 mil copias en Puerto Rico y 20 mil en México, el álbum rápidamente se destacó, vendiendo 200 mil copias en el último país mencionado, lo que le permitió obtener la certificación de disco doble de oro en tierras mexicanas. Las ventas mundiales superan las 800 mil copias.

## Lista de canciones
| N.º | Título                 | Escritor(es)                                                | Duración |  |
| 1.  | «Intro»                | Ray Reyes                                                   | 0:54     |  |
| 2.  | «A volar»              | Alejandro Monroy, Carlos Villa, Edgardo Díaz                | 3:54     |  |
| 3.  | «Claridad»             | Umberto Tozzi                                               | 3:29     |  |
| 4.  | «Lluvia»               | Alejandro Monroy, Carlos Villa, Edgardo Díaz                | 3:29     |  |
| 5.  | «Susana»               | Luis G. Escobar                                             | 4:00     |  |
| 6.  | «Voy América»          | Julio Seijas                                                | 3:17     |  |
| 7.  | «Dulces besos»         | Julio Seijas, Carlos Villa                                  | 4:54     |  |
| 8.  | «Tú te imaginas»       | Alejandro Monroy, Carlos Villa, Edgardo Díaz, Miguel Cancel | 3:16     |  |
| 9.  | «La chispa de la vida» | Alejandro Monroy                                            | 3:13     |  |
| 10. | «Y yo no bailo»        | Julio Seijas, Alejandro Monroy                              | 3:23     |  |
| 11. | «Clara»                | Alejandro Monroy, Carlos Villa                              | 6:43     |  |
| 12. | «Quiero ser»           | Edgardo Díaz, Pepe Luis Soto                                | 3:54     |  |
| 13. | «Cuando pasará»        | Julio Seijas, Alejandro Monroy                              | 6:11     |  |
| 14. | «Zumbador»             | Carlos Villa, Alejandro Monroy                              | 3:22     |  |
| 15. | «Rock en la TV»        | Carlos Villa, Edgardo Díaz                                  | 3:03     |  |
| 16. | «No te reprimas»       | Carlos Villa, Edgardo Díaz, Alejandro Monroy                | 3:44     |  |
| 17. | «Por amor»             | Julio Seijas, J.M. Gracia, Carlos Villa                     | 4:18     |  |
| 18. | «Si tú no estás»       | Carlos Villa, Edgardo Díaz, Alejandro Monroy                | 6:07     |  |
| 19. | «Quiero rock»          | Julio Seijas, Alejandro Monroy, Carlos Villa                | 3:05     |  |
| 20. | «Cámbiale las pilas»   | Alejandro Monroy, Carlos Villa                              | 3:54     |  |
| 21. | «Mi banda toca rock»   | Ivano Fossati                                               | 5:55     |  |
| 22. | «Súbete a mi moto»     | Edgardo Díaz, Carlos Villa                                  | 5:52     |  |

## Listas

### Listaas semanales
| Lista musical (1998)                        | Mejor posición |
| ------------------------------------------- | -------------- |
| Estados Unidos (Billboard Top Latin Albums) | 7              |
| Estados Unidos (Billboard Latin Pop Albums) | 4              |
| Estados Unidos (Billboard Top Heatseekers)  | 31             |

## Certificaciones y ventas
| Región            | Certificación | Ventas estimadas |
| ----------------- | ------------- | ---------------- |
| México (AMPROFON) | 2× Oro        | 200,000*         |
| Puerto Rico       | Oro           | 50,000           |
| Resúmenes         |               |                  |
| Mundo             | —             | 800,000+         |